# Æble-slægten
 For alternative betydninger, se Æble (flertydig). (Se også artikler, som begynder med Æble)
Æble-slægten (Malus) er udbredt med ca. 50 arter i de tempererede egne på den nordlige halvkugle. Det er løvfældende småtræer eller buske, der oftest er uden torne. Bladene sidder spredtstillet, og de er stilkede, ovale til ægformede eller elliptiske med glat eller savtakket rand (i sjældne tilfælde: lappet rand). Nogle af arterne får kraftigt røde høstfarver. Blomsterne er samlet i små stande, som sidder på knudrede kortskud. Den enkelte blomst er regelmæssig og 5-tallig med hvide eller lyserøde kronblade. Frugterne er kernefrugter med et femrummet kernehus.

## Æblesorter

### Danmark
Her beskrives kun nogle få arter, som er vildtvoksende, eller som dyrkes i Danmark.
| Beskrevne arter |

- Abild (Malus sylvestris)
- Almindelig æble (Malus domestica) eller Spise-Æble
- Bæræble (Malus baccata)
- Fujiyamaæble (Malus tschonoskii)
- Himalayaprydæble (Malus sikkimensis)
- Japansk paradisæble (Malus floribunda)
- Japansk prydæble (Malus toringo)
- Kansuprydæble (Malus kansuensis)
- Kinesisk prydæble (Malus hupehensis)
- Malus asiatica
- Malus x robusta
- Malus yunnanensis
- Oregonæble (Malus fusca)
- Purpurprydæble (Malus x purpurea)
- Sargents æble (Malus sargentii)
- Sibirisk æble (Malus prunifolia)

| Andre arter |

### Resten af verden
| - Malus angustifolia - Malus baccata - Malus baoshanensis - Malus bhutanica - Malus brevipes - Malus chitralensis - Malus coronaria - Malus domestica - Malus doumeri - Malus florentina - Malus halliana | - Malus honanensis - Malus ioensis - Malus komarovii - Malus leiocalyca - Malus maerkangensis - Malus mandshurica - Malus melliana - Malus muliensis - Malus ombrophila - Malus orientalis - Malus orthocarpa | - Malus prattii - Malus pumila - Malus sargentii - Malus sieversii - Malus sikkimensis - Malus spectabilis - Malus spontanea - Malus transitoria - Malus trilobata - Malus zhaojiaoensis - Malus zumi |